# Елчины
Елчины (Ельчины) — древний дворянский род.
При подаче документов (22 мая 1686) для внесения рода в Бархатную книгу, была предоставлена родословная роспись Елчиных.
Род внесён в VI часть родословной книги: Орловской, Рязанской и Тверской губерний.
Фамилия происходит от тюркского прозвища Елчы (вестник).

## Происхождение и история рода
Род происходит от мурзы Елчи, посла Золотоордынского хана к Ивану III Васильевичу (1462—1505), оставшегося в Москве и принявшего крещение, за службу испомещён в Ржеве и Владимире. Несмеян Забелин Елчин служил по Старице в детях боярских (1558). По делу князей Старицких вместе со святой удельной княгиней инокой Евдокией, матери князя старицкого Владимира Андреевича, утоплены в реке Шексна — постельница, что была у князя молодого приставлена Мария Ельчина и Иван Ельчин, их имена записаны в синодик опальных. Василий Михайлович городовой приказчик в Можайске (1595), Фёдор Васильевич можайский городовой дворянин (1627—1629), окладчик (1628), московский дворянин (1629—1644), его сын Абросим жилец (1649). В 1590-х годах в Рязанском уезде владели поместьями девять представителей рода Елчиных. Иван Федотович владел поместьями: Костромском, Нижегородском и Рязанском уездах (1651), Данковском уезде (1677). Московский дворянин (1658—1677) Василий Фёдорович воевода в Коломне (1673), Каргополе (1686). Московский дворянин Иван Емельянович владел поместьями: Можайском, Новоторжском и Белозёрском уездах, получил вотчину (1689) за Чигиринский поход, потомство его внесено в родословную книгу Тверской губернии.
Шесть представителей рода владели населёнными имениями (1699).

## Известные представители
- Елчин Илья — дьяк (1607).
- Елчин Степан Иванович — рязанский сын боярский, вотчинник в деревни Овечкино в Ростиславском стане Рязанского уезда (до 1634).
- Елчин Федот Афанасьевич — толмач Посольского приказа (1635), владелец вотчины сельца Куровское с пустошами в Колоцком стане Можайского уезда (1637)
- Елчин Иван Фёдорович — московский дворянин (1636—1640), владелец вотчины: половины села Лукино в Окологородном стане Серпуховского уезда (1636), которую продал (1648).
- Елчин Василий Иванович — жилец (1670), владел поместьем в Белозёрском уезде.
- Елчины: Иван Аггеевич (каширский помещик), Пётр и Степан Ивановичи — стряпчие (1692).
- Елчин Лука Ивлевич — стольник, владел поместьями в Можайском уезде[4][5][7].